# グリーンプラザたかつき
グリーンプラザたかつきは大阪府高槻市の中心部に位置するJR高槻駅の南側にある商業施設。

## 概要
国鉄高槻駅南口前の再開発事業の一環として1979年に開業。1号館から3号館の、計3棟からなる。
1号館は複合ショッピングセンターで、3棟の中で唯一、日本ショッピングセンター協会に加盟している。地上6階建て（地下は何階建てか不明。）で、パチンコ屋の「RITZ高槻店」が地下1階に入居するなど、45の専門店からなる。
2号館は百貨店。大丸松坂屋百貨店が運営する「松坂屋高槻店」を主体とする施設だが、その「松坂屋高槻店」の存在感が大きい為、この施設の本来の名称である「グリーンプラザたかつき2号館」の呼称はあまり用いられない。大阪府にはかつて、松坂屋がもう2店舗（大阪店、くずは店）存在したが、両店舗とも2004年に閉店。以降は大阪府唯一の松坂屋の店舗となっている。尚、現在は合併により、大丸松坂屋百貨店の運営となり、かつ大丸京都店の分店扱いとなっている。また、地上6階地下3階建てのフロアのうち、5階は閉鎖及び運営から外れた為、現存しないという扱いとなっている。
3号館は事実上の雑居ビルで、この施設に至っては公式サイトが存在しない（2号館は松坂屋高槻店のサイトがある。）。

## 主なテナント
※確認できる1号館と2号館のみ掲載する。

### 1号館
- RITZ
- ファミリーマート
- ケアーズドラッグ
- seria（100円ショップ）
- 自然館
- マツモトキヨシ
- ドトールコーヒー
- アイシティ

他

### 2号館（松坂屋高槻店）
- DHC直営店
- ちふれ
- DoCLASSE
- エアパペル
- カトルフィーユ
- スターバックスコーヒー
- 生活の木
- エディオン
- ダイソー

他

## アクセス
- JR京都線高槻駅から徒歩1分（2号館とはペデストリアンデッキで接続。）。
- 阪急京都本線高槻市駅から徒歩6分。